# Монтисело (Џорџија)
Монтисело (енгл. Monticello) град је у америчкој савезној држави Џорџија. По попису становништва из 2010. у њему је живело 2.657 становника.

## Демографија
Према попису становништва из 2010. у граду је живело 2.657 становника, што је 229 (9,4%) становника више него 2000. године.
| Група             | 2000.         | 2010.         |
| Белци             | 1.035 (42,6%) | 1.005 (37,8%) |
| Афроамериканци    | 1.299 (53,5%) | 1.500 (56,5%) |
| Азијати           | 9 (0,4%)      | 8 (0,3%)      |
| Хиспаноамериканци | 77 (3,2%)     | 105 (4,0%)    |
| Укупно            | 2.428         | 2.657         |